# Paula Straus

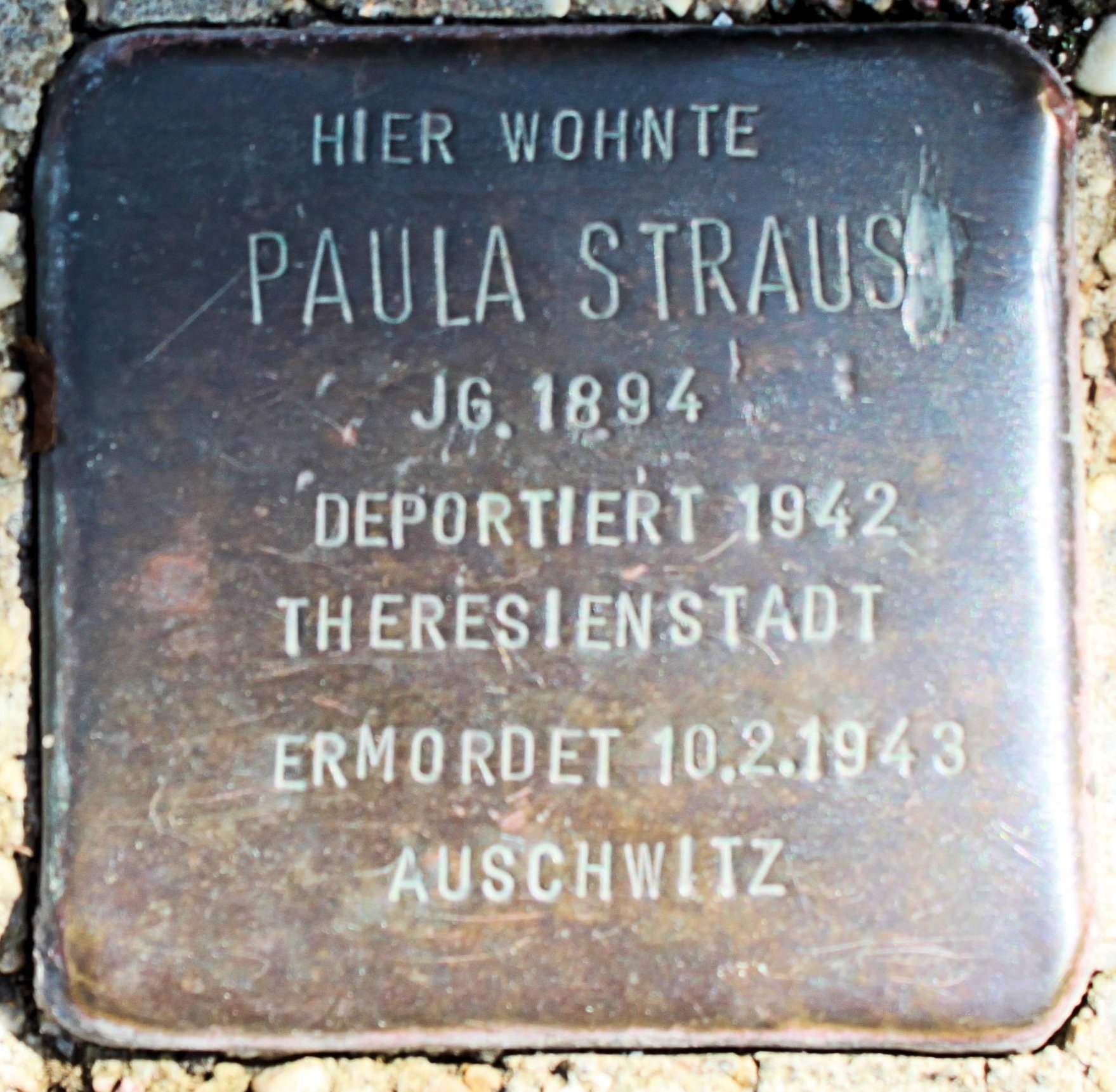
Stolperstein für Paula Straus, Gablenberger Hauptstraße 173, Stuttgart

Paula Straus (geb. 31. Januar 1894 in Stuttgart; gest. 10. Februar 1943 im KZ Auschwitz) war eine deutsche Gold- und Silberschmiedin sowie Industriedesignerin.

## Leben
Paula Straus wurde als zweite Tochter des Kaufmanns Leon Straus (gest. 1925) und seiner Frau Clara, geb. Levi (1870–1943), geboren. Sie besuchte die Staatliche Höhere Mädchenschule in Stuttgart und schloss sich schon früh der Wandervogel-Bewegung an. Sie verließ diese, als sich die Bewegung der Bündischen Jugend anschloss. Von 1911 bis 1916 erlernte Straus die Goldschmiedekunst an der Staatlichen Höheren Kunstgewerbe- und Fachschule für Edelmetallindustrie in Schwäbisch Gmünd. Von 1916 bis 1919 arbeitete sie als Gehilfin in der Gold- und Silberschmiede I. Köhler in Frankfurt am Main und kehrte danach nach Stuttgart an die Württembergische Kunstgewerbeschule am Weißenhof zurück, wo sie Meisterschülerin von Professor Paul Haustein wurde. 1921 legte Paula Straus hier ihre Meisterprüfung als Goldschmiedin ab. Zunächst arbeitete sie weiter als Meisterin an der Kunstgewerbeschule und erlangte durch ihre Arbeiten schnell Popularität.

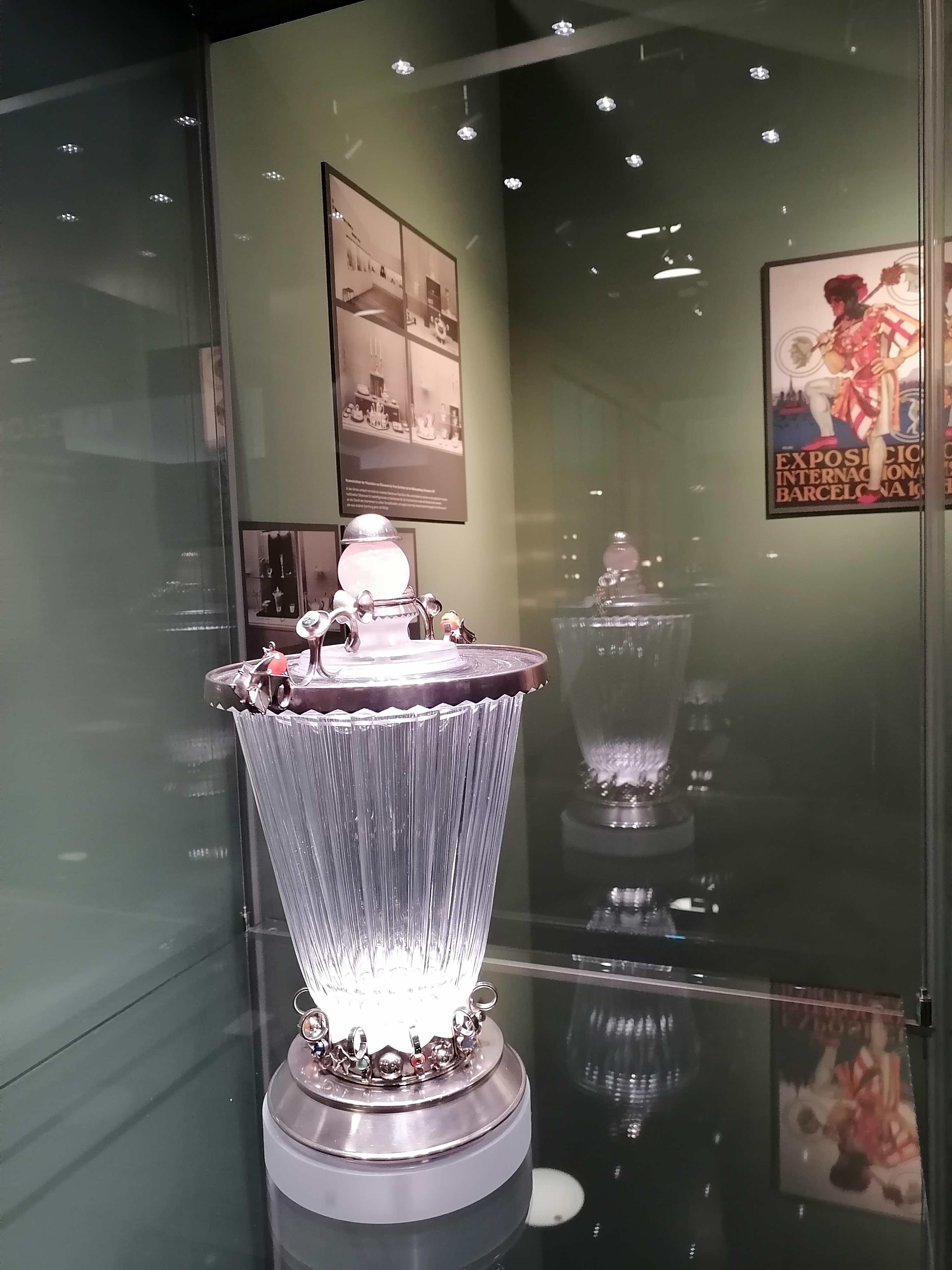
Paula Straus erhielt 1929 die Goldmedaille bei der Weltausstellung in Barcelona für dieses Designerstück

1924 zeigte Straus einige ihrer Arbeiten in der großen Stuttgarter Werkbund-Ausstellung Die Form. 1925 folgte die erste Einzelausstellung in der Kunsthalle Mannheim, wahrscheinlich auch auf Vermittlung ihres Vetters Herbert Tannenbaum, eines Kunsthändlers in Mannheim. Im gleichen Jahr ging Straus nach Heilbronn und arbeitete für die Silberwarenfabrik Peter Bruckmann & Söhne. Bereits 1926 wurden ihre Entwürfe für Bruckmann anlässlich der Ausstellung „Württembergisches Kunsthandwerk“ im Landesgewerbemuseum Stuttgart besonders hervorgehoben: „Das Gestaltungsprinip der ‚Form‘“, so das Stuttgarter Neue Tagblatt, „kommt wohl am klarsten zur Geltung in den Metallarbeiten, die   P a u l a   S t r a u ß [sic] in den Werkstätten von Bruckmann, Heilbronn, geschaffen hat. Das ist fast das ‚Modernste‘, was man auf der Ausstellung zu sehen bekommt. Die Linie der Geräte ist wunderbar einleuchtend in ihrer nackten Klarheit.“ Weitere Ausstellungen, auf denen die Arbeiten von Paula Straus gezeigt wurden, waren 1925 die Mostra Internazionale delle Arti Decorative, 1927 die Ausstellung Form ohne Ornament in Zürich und 1929 die Weltausstellung in Barcelona, wo sie für ihren Kristallkelch mit Edelsteinen die Goldmedaille erhielt. 1930 nahm sie an der Exposition de la société des artistes décorateurs in Paris teil. 1929 erhielt Paula Straus einen Lehrauftrag an der Staatlichen Hochschule für Handwerk und Baukunst in Weimar.
Neben ihrem Firmen-Atelier in Heilbronn richtete sich Straus eine private Werkstatt in Gundelfingen ein. Der Stuttgarter Maler Reinhold Nägele, der mit Paula Straus befreundet war, malte zwei Ansichten von Dorf und Burg Niedergundelfingen, wie sie von Paula Straus’ Haus aus zu sehen waren. Im Jahre 2005 erinnerte eine Ausstellung in Gundelfingen an die Künstlerin.
Am 31. Januar 1933 verließ Paula Straus das Unternehmen Bruckmann & Söhne aus wirtschaftlichen Gründen. Straus hatte sich eine eigene Werkstatt in der Stuttgarter Azenbergstraße eingerichtet, ab 1. Februar 1933 trat sie auch eine neue Stelle bei der Württembergischen Metallwarenfabrik in Geislingen an der Steige an. Unter dem Druck judenfeindlicher Erlasse musste sie diese Stelle jedoch noch vor Ende 1933 wieder aufgeben.
Paula Straus wirkte nun als freischaffende Künstlerin, wobei ihr Aktionsradius immer stärker eingeschränkt wurde. In Zusammenhang mit seinen Darlegungen über die im Holocaust ermordete Stuttgarter Malerin Alice Haarburger verwies Wolfgang Kermer, der ehemalige Rektor der Staatlichen Akademie der Bildenden Künste Stuttgart, 1987 erstmals auf Paula Straus als Teilnehmerin an den nur jüdischen Gemeindemitgliedern zugänglichen Ausstellungen der Stuttgarter Jüdischen Kunstgemeinschaft 1935 und 1937. Als der Druck auf die jüdischen Deutschen immer größer wurde, dachte auch Paula Straus über die Emigration nach. Ein kurz zuvor erworbenes Haus in der Gablenberger Hauptstraße 173 in Stuttgart musste unter Druck zu einem Spottpreis verkauft werden. Nachdem der Versuch der Emigration in die Niederlande gescheitert war, wurde Paula Straus am 1. Januar 1939 ein Arbeitsverbot auferlegt. Zusammen mit ihrer Mutter wurde sie in ein sogenanntes Judenhaus in der Werfmershalde in Stuttgart eingewiesen. Zum „Arbeitseinsatz“ musste sich Straus in das jüdische Altersheim in Herrlingen bei Ulm begeben, ab Mai 1941 war sie in einem Heim in Haigerloch als Lehrerin eingesetzt.
Am 22. August 1942 wurde Paula Straus vom Stuttgarter Killesberg aus, nicht weit von ihrer früheren Wirkungsstätte Kunstgewerbeschule entfernt, nach Theresienstadt deportiert. Ein erschütterndes Dokument ist der Abschiedsbrief, den sie eine Woche zuvor von Haigerloch aus an eine befreundete Familie schickte und den die von Michal S. Friedlander 2025 herausgegebene Berliner Katalogpublikation „Widerstände: Jüdische Designerinnen der Moderne“ faksimiliert zum Abdruck bringt.  Am 29. Januar 1943 wurde sie mit dem „Todestransport“ Ct von Theresienstadt nach Auschwitz deportiert und dort am 10. Februar 1943 in der Gaskammer ermordet.
Für Paula Straus und ihre Mutter Klara wurden vor dem Haus Gablenberger Hauptstraße 173 Stolpersteine verlegt.
Ihr lange vergessenes Werk wurde durch die Ausstellung Frauen-Silber, die 2011 im Badischen Landesmuseum Karlsruhe und im Bröhan-Museum Berlin gezeigt wurde, besonders akzentuiert. Die erste Einzelausstellung über Paula Straus’ Leben und Werk war 2023 in Stuttgart im StadtPalais – Museum für Stuttgart zu sehen: Paula Straus – Vom Kunsthandwerk zum Industriedesign.
Sie zählt „zu den ersten Industriedesignerinnen Deutschlands“. Ihr Nachlass – 500 Briefe, Fotografien und Werkzeichnungen für Silbergeräte, Schmuck und Judaica – ging 2015 als Schenkung ans Jüdische Museum Berlin.